# استیو ابلی
استیو ابلی (انگلیسی: Steve Abbley؛ زادهٔ ۱۹ مارس ۱۹۵۷) یک بازیکن فوتبال اهل بریتانیا است.
از باشگاه‌هایی که در آن بازی کرده‌است می‌توان به باشگاه فوتبال وایکام واندررز و باشگاه فوتبال چلتنهام تاون اشاره کرد.